# Derijiwka
Derijiwka (ukrainisch Деріївка; russisch Дериевка Derijewka) ist ein Dorf im Osten der Oblast Kirowohrad, Ukraine.

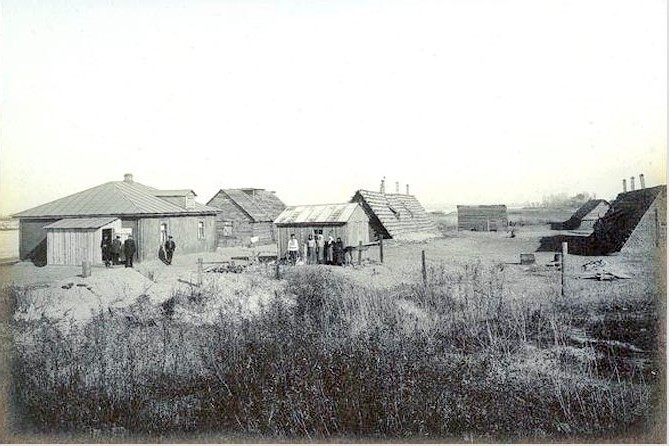
Blick in das Dorf um 1913

Es liegt am rechten Ufer des zum Kamjansker Stausee angestauten Dnepr 5 km nordwestlich des an der Fernstraße N 08 gelegenen Nachbardorfes Kuzewoliwka. 
Die gleichnamige archäologische Stätte im Ort weist Funde bis 6880 v. Chr. zurück auf, die das ukrainische Mesolithikum, die Dnepr-Donets-Kultur und die Sredny-Stog-Kultur abdecken.
Am 12. Juni 2020 wurde das Dorf ein Teil der neugegründeten Siedlungsgemeinde Onufrijiwka, bis dahin bildete es die gleichnamige Landratsgemeinde Derijiwka (Деріївська сільська рада/Derijiwska silska rada) im Osten des Rajons Onufrijiwka.
Am 17. Juli 2020 kam es im Zuge einer großen Rajonsreform zum Anschluss des Rajonsgebietes an den Rajon Oleksandrija.